# Darrell Pace
Darrell Owen Pace (Cincinnati, 23 ottobre 1956) è un ex arciere statunitense.

## Palmarès
Olimpiadi
- 3 medaglie:
  - 2 ori (individuale a Montréal 1976, individuale a Los Angeles 1984)
  - 1 argento (squadre a Seul 1988).

Giochi panamericani
- 8 medaglie:
  - 6 ori (squadre a San Juan 1979, individuale a Caracas 1983, squadre a Caracas 1983, squadre a Indianapolis 1987 individuale a L'Avana 1991, individuale 70 m a L'Avana 1991)
  - 1 argento (individuale a San Juan 1979)
  - 1 bronzo (individuale a Indianapolis 1987).